# Memorandum Hossbach
El Memorandum Hossbach fue un documento utilizado como prueba en el Juicio de Nuremberg. Se trata de la memoria que un jefe de la Wehrmacht hizo de una reunión secreta que mantuvo Hitler con sus más estrechos colaboradores como Goering y Raeder, y en presencia del Ministro de Asuntos Exteriores, Von Neurath.
Aunque su verdadero significado ha sido discutido por algunos historiadores, parece claro que en él, Hitler expresó claramente sus propósitos expansionistas en búsqueda del lebensraum (espacio vital) para el pueblo alemán. En el memorandum, Hitler expresa sus afanes expansionistas hacia el este, centrando sus objetivos expansionistas en primera instancia en Austria y Checoslovaquia.
La importancia de la declaración del Führer, quien proclamó que "deseaba que fuera considerada como un testamento en caso de muerte", explican el carácter secreto de la reunión.